# Isla Bisericuța
La isla Bisericuța (en rumano: Insula Bisericuța, literalmente «isla Iglesia», o «isla de las iglesias») es una pequeña isla lacustre de Rumania que tiene 360 m de largo y 58 m de ancho, y que se encuentra en las aguas del lago Razim.  Administrativamente depende del Distrito de Tulcea al este del país.
La mitad de la isla está ocupada por una colina de piedra caliza con una altitud de 9 m. En la isla se han descubierto sitios arqueológicos, dispuestos en varias capas, a partir de la época helenística, luego del período romano, hasta el último rastro que data de la Alta Edad Media.